# Balšić

Stemma della famiglia nel XIV secolo

La dinastia dei Balšić o Balšići (in cirillico serbo, Балшић, pl Балшићи), anche indicata come Balsha (in albanese) e Balsa (nelle fonti in latino ed italiano), governò il Montenegro e parte dell'Albania a cavallo tra il XIV e il XV secolo. Il capostipite Balsha I (†1367) regnò sull'Albania settentrionale. La sua politica di espansione venne continuata dai suoi figli: Dardan, Duro I e Balsha II, sconfitti però dai Turchi. Con la morte di Balsha III (†1421) la dinastia si estinse.
La dinastia governò principalmente le città di Scutari, Dulcigno e Durazzo.